# クイのピラミッド
クイのピラミッドは古代エジプトの墳墓建造物。エジプト第1中間期の初期頃に作られたと推定される。ダフラ・オアシスの入り口近く、中エジプトのマンファルート近郷のダーラにある王家の墳墓群に位置する。通常、おそらくは紀元前2150頃に君臨したエジプト第8王朝期の支配者であったクイによるものとされる。クイのピラミッドの構造は、主要なピラミッドのような泥で作られたレンガによる外壁と墓所で構成されており、現在では完全に崩壊している。

## 発掘
この崩壊したピラミッドが最初に言及されたのは、1912年のエジプト考古学博物館の論文上であった。ピラミッド構造は1946年から1948年にかけ、エジプト学者のレイモン・ヴェイユとアフメド・カマールによって調査された。この構造の崩壊状況と不定形的な建造物に起因して、カーマルはこれが巨大なマスタバであると確信したが、ヴェイユはピラミッドであると考えた。今日では、一般的にはピラミッド（おそらくは階段ピラミッド）であると考えられているが、未だどのような墳墓に類するか正確に確認されておらず、これがマスタバであったとの推定も除外できない。

### 誰の墳墓か
このピラミッドでは、誰に属するか示す名は発見されなかったが、墳墓発掘調査によってピラミッドより南方の位置からカルトゥーシュが刻まれた石のブロックが発見されている。
|             |     |   |
| \| \| \| \| |     |   |
|             |     |   |
| Aa1         | G43 | i |

| Aa1 | G43 | i |

|             |     |   |
| \| \| \| \| |     |   |
|             |     |   |
| Aa1         | G43 | i |

| Aa1 | G43 | i |

ḫwj - "Khui,（クイ）"

このブロックは北側にあるピラミッドの痕跡であり、ピラミッド構造物の葬祭殿に由来すると考えられる。一般的にはクイがこのピラミッドに埋葬されていると受け入れられているが、いまだ証明されていない。

## 主要な建造物

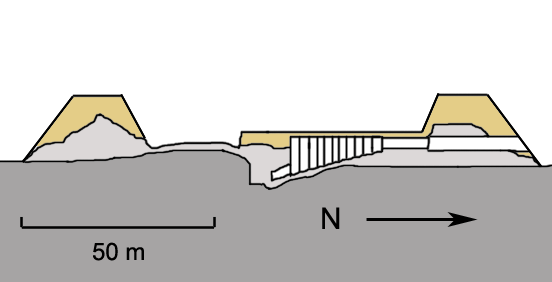
Section of the building: 保存された壁 (薄い灰色, 高さ（最大）4メートル) と仮説上の当時の高さ（薄茶色）

今日遺されている遺跡は階段ピラミッドの一段目に似るが、上節で述べたとおり、この遺跡がピラミッド構造であったと断定することはできない。さらにはこの構造物が完成していたどうかも不明である。
主となる構造物の見取り図は長方形で、146メートル × 136メートルである。泥レンガで作られたピラミッドの壁は内側に傾斜しており、最厚部では35メートルとなる。この巨大な外殻の角は曲率半径23メートルで丸められており、内部空間はおそらく土と砂利で埋め尽くされていた。
これらの値を考慮すると、もしこの建造物が真に階段ピラミッドであった場合、この基部は階段ピラミッドとしてよく知られるジェセル王のピラミッドより大きなものとなる。また、マスタバであった場合でも、著名なシェプスセスカフのマスタバ・アル＝ファラウンの大きさを超えている。

### 地下墳墓
構造物の北面は水平な廊下で、 地平に入り口があり、構造の中心までまっすぐ伸びている。廊下は地下へと降りる回廊へと続き、この回廊には石灰岩が並べられ上部には11のアーチがあり、石柱で補強されている。回廊は、最終的には構造基部の中心にある玄室へと続く。
長方形の玄室は地下8.8メートルに位置し、長方形で3.5メートル×7メートルの大きさである。この壁は粗雑に加工された石灰岩ブロックでできており、おそらくは近郷の、より古いエジプト第6王朝期のネクロポリスから運ばれたものである。
発掘作業中に発見された地下墳墓は完全に空であり、明らかに盗掘されており古代の内にほぼ破壊されていた。この為、実際にこの場所に誰が埋葬されていたか不明なままである。玄室の構造は、第3王朝までさかのぼるベイト・ハラフのK1・マスタバ墓と多くの共通点が見られる。

## 葬祭施設
主要な構造の北側には、瓦礫となった建造物の遺跡が見つかっており、恐らくはもともとピラミッド構造の一部である葬祭殿であった。しかしながら、これらの遺物は信頼できる遺跡建造物の再構築には十分ではなかった。遺跡の一部である周壁の泥レンガもまた発見されているが、これらは現代のダーラの村落の下となっている。

## 文献
- Ahmed Fakhry: The Pyramids. 1961 und 1969, pp. 202–204 - ISBN 0-226-23473-8
- Mark Lehner: Geheimnis der Pyramiden, ECON-Verlag, Düsseldorf 1997. ISBN 3-572-01039-X.
- Rainer Stadelmann: Die ägyptischen Pyramiden. Zabern Verlag, Mainz 1991, pp. 229–230, Abb. 73 - ISBN 3-8053-1142-7
- Theis, Christoffer: Die Pyramiden der Ersten Zwischenzeit. Nach philologischen und archäologischen Quellen. Studien zur Altägyptischen Kultur, Bd. 39, 2010, pp. 321–339.